# Буковна
Буковна (укр. Буківна) — село в Тлумачской городской общине Ивано-Франковского района Ивано-Франковской области Украины.
Население по переписи 2001 года составляло 290 человек. Занимает площадь 5,608 км². Почтовый индекс — 78011. Телефонный код — 03479.

## История
1923 года в селе создана КПЗУ
В 2021 году в селе создали археологический заповедник "Быковен"

## Население
- 1939 год 750 человек (715 греко-католики, 30 римо-католики, 5 лютеран)
- 1989 год 345 человек
- 2001 год 287 человек[2]
- 2022 год  220 человек[3]

## Религия
В селе действует религиозная община ПЦУ. Настоятелем храма является о. Василий Минтяник.

## Памятки
- Памятник С. И. Сороке уроженцу села видному деятелю КПЗУ, Депутату Народного собрания 1939 г. и меру Тлумача
- Церковь Святого Пророка Илии
- Археологическая памятка национального значения Буковнянское городище[1] там же найдены остатки православного храма 10-13 веков.
- Музей быта и этнографии села Буковина[4]